# Xestophanes brevitarsis
Xestophanes brevitarsis är en stekelart som först beskrevs av Thomson 1877.  Xestophanes brevitarsis ingår i släktet Xestophanes, och familjen gallsteklar. Enligt den finländska rödlistan är arten otillräckligt studerad i Finland. Arten är reproducerande i Sverige. Artens livsmiljö är torra gräsmarker.